# Al-Faisaly SC (Amman)
Al-Faisaly Sports Club (tiếng Ả Rập: نادي الفيصلي الرياضي) là câu lạc bộ bóng đá Jordan, hình thành tại Amman vào 1932, mà còn được xem là câu lạc bộ bóng đá thành công nhất trong lịch sử bóng đá Jordan với 74 danh hiệu và một trong những thành công nhất trong khu vực, chiến thắng giải đấu câu lạc bộ bóng đá Jordan, Jordan League, Jordan FA Cup, Jordan FA Shield, Jordan Super Cup và AFC Cup nhiều lần.
Đội cạnh tranh hay đối thủ hiện tại của họ là Al-Wehdat SC, câu lạc bộ được thành lập từ một trại tị nạn Palestine ở Amman cũng là một trong những câu lạc bộ tốt nhất trong nước, chiến thắng giải đấu quốc gia nhiều lần khi đội đối thủ của họ Al-Faisaly.

## Lịch sử
Việc quản lý của câu lạc bộ đã luôn luôn được điều hành bởi gia đình Al-Odwan và vẫn còn cho đến ngày hôm nay, với người đứng đầu câu lạc bộ Al-Shiekh Sultan Al-Odwan, cựu cầu thủ của câu lạc bộ và đội tuyển quốc gia Jordan, cựu chủ tịch của JFA.

### Trận derby của Jordan
Trận derby của Jordan là một trận đấu bóng đá truyền thống của hai câu lạc bộ Al-Wehdat và Al-Faisaly và trận đấu nhận được sự quan tâm rất lớn trong cộng đồng thể thao cấp độ quốc gia và cả khu vực Ả Rập tạo đủ độ nhạy cảm và một lịch sử lâu dài giữa hai đội với các đối đầu từ năm 1976:
| # | Giải đấu              | Al-Faisaly thắng | Al-Wehdat thắng | Hòa | Tổng | Bàn thắng Al-Faisaly | Bàn thắng Al-Wehdat |
| - | --------------------- | ---------------- | --------------- | --- | ---- | -------------------- | ------------------- |
| 1 | Jordan Premier League | 28               | 30              | 20  | 78   | 70                   | 76                  |
| 2 | Jordan FA Cup         | 7                | 8               | 6   | 21   | 36                   | 37                  |
| 3 | Jordan FA Shield      | 9                | 5               | 3   | 17   | 30                   | 24                  |
| 4 | Jordan Super Cup      | 5                | 5               | 2   | 12   | 13                   | 13                  |
| 5 | AFC Cup               | 3                | 0               | 1   | 4    | 4                    | 2                   |
| 6 | Total                 | 52               | 48              | 32  | 132  | 153                  | 152                 |

### Hiệu suất tại các trận đấu tại AFC
| Mùa giải | Giải đấu               | Vòng                             | Câu lạc bộ          | Sân nhà | Sân khách | Chung cuộc     |
| -------- | ---------------------- | -------------------------------- | ------------------- | ------- | --------- | -------------- |
| 1990–91  | Asian Cup Winners' Cup | Vòng 1                           | Al-Ansar            | w/o     |           |                |
| 1990–91  | Asian Cup Winners' Cup | Vòng 2                           | Al Shabab           | 0–1     | 0–1       | 0–2            |
| 1994–95  | Asian Cup Winners' Cup | Vòng 1                           | Al-Tilal            | w/o     |           |                |
| 2002–03  | AFC Champions League   | Vòng loại thứ 2 khu vực phía Tây | Al-Ansar            | 3–0     | 0–1       | 3–1            |
| 2002–03  | AFC Champions League   | Vòng loại thứ 3 khu vực phía Tây | Esteghlal           | 0–1     | 0–2       | 0–3            |
| 2005     | AFC Cup                | Group Stage                      | Nebitçi Balkanabat  | 1–1     | 3–3       | 1st            |
| 2005     | AFC Cup                | Group Stage                      | East Bengal         | 5–0     | 1–0       |                |
| 2005     | AFC Cup                | Group Stage                      | Muktijoddha Sangsad | 2–1     | 3–0       |                |
| 2005     | AFC Cup                | Tứ kết                           | Tampines Rovers     | 1–0     | 1–0       | 2–0            |
| 2005     | AFC Cup                | Bán kết                          | New Radiant         | 4–1     | 1–1       | 5–2            |
| 2005     | AFC Cup                | Chung kết                        | Al-Nejmeh Beirut    | 1–0     | 3–2       | 4–2            |
| 2006     | AFC Cup                | Group Stage                      | HTTU                | 4–3     | 1–1       | 1st            |
| 2006     | AFC Cup                | Group Stage                      | Al-Nejmeh Beirut    | 2–0     | 1–2       |                |
| 2006     | AFC Cup                | Tứ kết                           | Sun Hei             | 1–1     | 1–1       | 2–2 (5–4 Pen.) |
| 2006     | AFC Cup                | Bán kết                          | Al-Wehdat           | 1–0     | 1–1       | 2–1            |
| 2006     | AFC Cup                | Chung kết                        | Al-Muharraq         | 3–0     | 2–4       | 5–4            |
| 2007     | AFC Cup                | Group Stage                      | Dhofar              | 2–1     | 0–1       | 1st            |
| 2007     | AFC Cup                | Group Stage                      | Al-Ansar            | 1–1     | 0–2       |                |
| 2007     | AFC Cup                | Group Stage                      | Nebitçi Balkanabat  | 2–0     | 0–0       |                |
| 2007     | AFC Cup                | Tứ kết                           | Tampines Rovers     | 5–2     | 2–1       | 7–3            |
| 2007     | AFC Cup                | Bán kết                          | Al-Wehdat           | 1–1     | 2–1       | 3–2            |
| 2007     | AFC Cup                | Chung kết                        | Shabab Al-Ordon     | 0–1     | 1–1       | 1–2            |
| 2009     | AFC Cup                | Group Stage                      | Al-Majd             | 1–2     | 3–4       | 4th            |
| 2009     | AFC Cup                | Group Stage                      | Dempo               | 3–4     | 1–3       |                |
| 2009     | AFC Cup                | Group Stage                      | Al-Muharraq         | 3–2     | 0–0       |                |
| 2011     | AFC Cup                | Group Stage                      | Duhok               | 0–0     | 2–4       | 2nd            |
| 2011     | AFC Cup                | Group Stage                      | Al-Jaish            | 2–0     | 1–1       |                |
| 2011     | AFC Cup                | Group Stage                      | Al-Nasr SC          | 2–1     | 1–0       |                |
| 2011     | AFC Cup                | Vòng 1/16                        | Nasaf               | 1–2     |           |                |
| 2012     | AFC Cup                | Group Stage                      | Qadsia              | 1–1     | 2–1       | 3rd            |
| 2012     | AFC Cup                | Group Stage                      | Al-Suwaiq           | 2–3     | 0–0       |                |
| 2012     | AFC Cup                | Group Stage                      | Al-Ittihad          | 1–1     | 4–1       |                |
| 2013     | AFC Cup                | Group Stage                      | Duhok               | 1–0     | 1–0       | 1st            |
| 2013     | AFC Cup                | Group Stage                      | Dhofar              | 2–3     | 1–1       |                |
| 2013     | AFC Cup                | Group Stage                      | Shaab Ibb           | 2–1     | 2–0       |                |
| 2013     | AFC Cup                | Round of 16                      | Al-Riffa            | 3–1     |           |                |
| 2013     | AFC Cup                | Tứ kết                           | Kitchee             | 2–1     | 2–1       | 4–2            |
| 2013     | AFC Cup                | Bán kết                          | Qadsia              | 0–1     | 1–2       | 2–1            |
| 2016     | AFC Cup                | Group Stage                      | Naft Al-Wasat       | 2–1     | 0-1       | 2nd            |
| 2016     | AFC Cup                | Group Stage                      | Istiklol            | 0-0     | 4–2       |                |
| 2016     | AFC Cup                | Group Stage                      | Tripoli             | 3-1     | 1-1       |                |
| 2016     | AFC Cup                | Round of 16                      | Al-Muharraq         | 0–1     |           |                |

## Thành tựu
- Jordan League (35): 1944, 1945, 1959, 1960, 1961, 1962, 1963, 1964, 1965, 1966, 1971, 1972, 1973, 1974, 1975, 1977, 1978, 1984, 1986, 1987, 1989, 1990, 1991, 1993, 1994, 2000, 2001, 2002, 2003, 2004, 2010, 2012, 2017, 2019, 2022
- Jordan FA Cup (18): 1980, 1981, 1983, 1988, 1990, 1992, 1993, 1994, 1995, 1998, 1999, 2001, 2003, 2004, 2005, 2008, 2012, 2015
- Jordan FA Shield (7): 1987–88, 1991–92, 1992–93, 1997–98, 2000–01, 2007–08, 2011–12
- Jordan Super Cup (15): 1981, 1982, 1984, 1986, 1987, 1991, 1993, 1994, 1995, 1996, 2002, 2004, 2006, 2012, 2015
- AFC Cup (2): 2005, 2006

## Cổ động viên
Người đứng đầu hội cổ động viên Al-Faisaly SC (Amman) hiện đang là Mazin Al-Binni và Khaled Al-Zarqawi.

### Hooligan bóng đá
Bạo loạn đã nhiều lần diễn ra trong những năm qua giữa những người ủng hộ và người hâm mộ của câu lạc bộ đối thủ hàng đầu của Jordan Al-Faisaly và Al-Wahdat, đó cũng là một trại tị nạn Palestine ở Amman. Các cuộc bạo loạn được coi là phản ánh những căng thẳng giữa các người hâm mộ Palestine của Al-Wahdat và người hâm mộ Jordan Al-Faisaly.

## Đội hình hiện tại
Ghi chú: Quốc kỳ chỉ đội tuyển quốc gia được xác định rõ trong điều lệ tư cách FIFA. Các cầu thủ có thể giữ hơn một quốc tịch ngoài FIFA.
| Số | VT | Quốc gia | Cầu thủ                    |
| -- | -- | -------- | -------------------------- |
| 1  | TM | Jordan   | Mohammad Shatnawi          |
| 3  | HV | Jordan   | Hussein Ziad               |
| 4  | HV | Jordan   | Maan Abu Qdais             |
| 5  | HV | Syria    | Jehad Al Baour             |
| 7  | HV | Jordan   | Mohammad Khamees (Captain) |
| 10 | TV | Jordan   | Khaldoun Al-Khawaldeh      |
| 11 | TV | Jordan   | Mohannad Maharmeh          |
| 12 | TM | Jordan   | Nour Bani Attiah           |
| 16 | TĐ | Jordan   | Khaldoun Al-Khazam         |
| 17 | TV | Jordan   | Moteab Al-Khalayleh        |
| 18 | TV | Jordan   | Mehdi Alamah               |
| 19 | TĐ | Syria    | Hani Al Taiar              |
| 20 | TĐ | Sénégal  | Alassane Diallo            |
| 21 | TM | Jordan   | Mohammad Abu Khousa        |
| 22 | TV | Jordan   | Nabeel Abu Ali             |
| 23 | TĐ | Cameroon | Jean Michel N'Lend         |

| Số | VT | Quốc gia | Cầu thủ             |
| -- | -- | -------- | ------------------- |
| 26 | HV | Jordan   | Yasser Al-Rawashdeh |
| 27 | HV | Jordan   | Bara' Marei         |
| 34 | TV | Jordan   | Sa'ed Al-Daboubi    |
| 37 | TĐ | Jordan   | Laith Rajah         |
| 39 | HV | Jordan   | Obeida Al-Khawaldeh |
| —  | HV | Jordan   | Ahmed Al-Ghneimat   |
| —  | HV | Jordan   | Tareq Ajarmeh       |
| —  | TV | Jordan   | Baha' Al-Barqawi    |
| —  | TV | Jordan   | Yazan Tannous       |
| —  | TV | Jordan   | Mohammad Zuhair     |
| —  | TV | Jordan   | Mohammad Shawish    |
| —  | TV | Jordan   | Yaseen Al-Bakhit    |
| —  | TV | Jordan   | Wisam Abu Al-Sous   |
| —  | TĐ | Jordan   | Alaa' Al-Marafi     |
| —  | TĐ | Jordan   | Haitham Al-Qura'an  |
| —  | TĐ | Jordan   | Mustafa Abu Ghanmi  |

## Quản lý trong lịch sử
| - Rashad Al-Mufti (1944–54) - Shahada Musa (1954–70) - Mohammad Awad (1972–87) - Math'har Al-Saeed (1981–85) - Ahmed Hassan (1985–86) - Adnan Massoud (1986) - Mohammad Awad (1986–87) - Math'har Al-Saeed (1987–89) - Adnan Massoud (1990) - Math'har Al-Saeed (1990–97) | - Nihad Al-Souqar (1997–98) - Mohammad Al-Yamani (1998) - Khaled Awad (1998–05) - Branko Smiljanić (2003–06) - Adnan Hamad (2006–08) - Alaa' Nabeel (2008) - Nizar Mahrous (2008–09) - Tha'er Jassam (2009) - Math'har Al-Saeed (2009–10) - Akram Ahmed Salman (2010) | - Mohammad Al-Yamani (2010–11) - Rateb Al-Awadat (2011) - Tha'er Jassam (2011–12) - Math'har Al-Saeed (2012) - Rateb Al-Awadat (2012) - Valeriu Tița (2012–13) - Ayman Hakeem & Feras Al-Khalayleh (2013) - Ali Kmeikh (2013) - Feras Al-Khalayleh & Mohammad Al-Yamani (2013–14) - Mohammad Abdel-Azim (2014–) |

## Chủ tịch trong lịch sử
| Tên                             | Bắt đầu | Kết thúc |
| ------------------------------- | ------- | -------- |
| Fawaz Al-Sharif                 | 1932    | 1935     |
| Dr. Qasem Al-Malhas             | 1935    | 1953     |
| Dawla Suleiman Al-Nabulsi       | 1953    | 1956     |
| Nasser Ibn Jamil                | 1956    | 1970     |
| Al-Sheikh Sultan Majed Al-Odwan | 1970    | 1978     |
| Al-Sheikh Mustafa Al-Odwan      | 1978    | 1992     |
| Al-Sheikh Sultan Al-Odwan       | 1992    | 2008     |
| Al-Sayed Bakr Al-Odwan          | 2008    |          |
| Al-Sheikh Sultan Al-Odwan       | 2008    | Present  |

## Nhà tài trợ

### Nhà tài trợ chính thức
- Zain

## Nhà cung cấp
- Umbro
- Adidas
- Diadora
- Jako
- Uhlsport
- Puma
- Hattrick